# Candrajaya
Candrajaya is een bestuurslaag in het regentschap Majalengka van de provincie West-Java, Indonesië. Candrajaya telt 2295 inwoners (volkstelling 2010).